# NGC 1800
NGC 1800 (другие обозначения — ESO 422-30, MCG -5-13-4, AM 0504-320, IRAS05045-3201, PGC 16745) — карликовая галактика со вспышкой звёздообразования в созвездии Голубь.
Этот объект входит в число перечисленных в оригинальной редакции «Нового общего каталога».
Является самой далёкой из известных карликовых галактик со вспышкой звёздообразования. В NGC 1800 есть гигантские нити из ионизированного газа.